# Josefine Kramer (Psychologin)
Josefine Kramer (* 24. Dezember 1906 in Tettnang; † 7. Dezember 1994 in Solothurn) war eine deutsch-schweizerische Psychologin und Heilpädagogin. Sie entwickelte den nach ihr benannten Kramer-Intelligenztest, zur Prüfung der intellektuellen Leistungsfähigkeiten von Klein- und Schulkindern im Alter von drei bis fünfzehn Jahren als auch zur Klärung von Schulschwierigkeiten.

## Leben und Wirken
Sie war das älteste von sieben Kindern. Der Vater, Johann Georg Kramer, war Maler und betrieb als Zubrot noch eine kleine Landwirtschaft. Die Mutter, Sofie Kramer, geborene Bucher, führte den Haushalt und zeichnete für die Erziehung der Kinder verantwortlich.  Bedingt durch die schwache finanzielle Situation der Familie, konnte das begabte Mädchen keine höhere Schulausbildung absolvieren. Immerhin durfte sie nach Abschluss der siebenklassigen Volksschule die achte Klasse der Tettnanger Töchterschule besuchen. Folgend übernahm sie eine Stelle als Hausmädchen in Zürich an:
Die Arbeitgeberin in dem wohlhabenden Haus erkannte Josefines Begabung, machte sie zu ihrer Gesellschafterin, nahm sie mit auf Reisen und setzte alles daran, dem jungen Mädchen einen möglichst großen geistigen Gesichtskreis zu eröffnen.
In Zürich widmete sich Kramer der Krankenpflege. Dabei erwachte ihr Interesse für die Sozialpädagogik, und sie begann eine Ausbildung am Fürsorgerinnenseminar des Seraphischen Liebeswerk Solothurn. Kramer trat am 23. April 1933 in die  Schwesterngemeinschaft Seraphisches Liebeswerk Solothurn ein. Ihre feierlichen Versprechen legte sie am 8. Dezember 1934 ab.
Kramer, die zwischenzeitlich schweizerische Diplome in Heilpädagogik, Schwerhörigenpädagogik und Sprachheilpädagogik erworben hatte, studierte Psychologie an der Universität Fribourg, wo sie später über 25 Jahre am Heilpädagogischen Institut der Hochschule lehrte. Die Wissenschaftlerin, die 1942 das Schweizer Bürgerrecht annahm, war die erste Ehrendoktorin der Universität Fribourg. 1963 wurde ihr die Ehrendoktorwürde verliehen.
Sr. Josefine unterrichtete Psychologie und Pädagogik am Fürsorgerinnenseminar des Seraphischen Liebeswerks Solothurn (1969 umgewandelt in Schule für Soziale Arbeit, heute Fachhochschule Solothurn Nordwestschweiz). Daneben war sie rege publizistisch tätig, insbesondere auf dem Gebiet der Entwicklungspsychologie und Heilpädagogik. Bekannt wurde sie vor allem durch ihr Standardwerk Intelligenztest und durch den von ihr entwickelten und nach ihr benannten Kramer-Test.

## Werke (Auswahl)
- Der Stigmatismus, Solothurn 1939
- Binet-Simon-Kramer-Test für das 3. – 15. Jahr, Solothurn 1953
- Intelligenztest, Solothurn 1954
- Lügenhafte Kinder, in: Pädagogische Welt 1959/H. 8, S. 441–443
- Gute Erzieher, Solothurn 1960
- Linkshändigkeit, Solothurn 1961
- Kleine Kinderpsychologie für Erzieher, Solothurn 1961
- Wenn Kinder stammeln, Solothurn 1965
- Übungen für psychomotorisch gehemmte und linkshändige Kinder und Jugendliche, Solothurn 1975